# Orion-Werk (Eschwege)
Das Orion-Werk in Eschwege (Werra) war von 1945 bis 1956 ein Hersteller von Omnibusanhängern und Schienenbus-Beiwagen sowie von Omnibussen der Spitzenklasse für den Reise- und Linienverkehr.

## Geschichte
Das 1945 aus den Trümmern der Kriegszeit hervorgegangene Fahrzeugwerk nahm in der Eschweger Hindenburg-Kaserne, einer Außenstelle des Kasseler Maschinenbauunternehmens Henschel & Sohn, seinen Anfang. Unter der Betriebsleitung eines Verwandten der Henschel-Familie wurden im Krieg benutzte und beschädigte Nutzfahrzeuge, insbesondere auch die der US Army aus der Amerikanischen Besatzungszone in Deutschland, wiederhergestellt. Damit sollten u. a. die für den Wiederaufbau Deutschlands dringend benötigten Transportkapazitäten aufgebaut werden.
1946 siedelte der Betrieb in eine größere leerstehende Kasernenanlage im heutigen Eschweger Stadtteil Niederhone um. Nach Übernahme des Betriebes durch den Kaufmann Wolfgang Hartdegen wurde die Firma in ORION-Werk Motor-Fahrzeugbau Handelsgesellschaft m.b.H. Eschwege-Werra umbenannt. Das ORION-Werk verfügte für Entwicklung und Fertigung über etwa 550 Arbeitnehmer, die hauptsächlich aus Eschwege und Umgebung kamen. In Ermangelung von teuren Spezialwerkzeugen wie Tiefziehpressen für besondere Karosserieteile oder Stanzen für häufig verwendete Kleinteile wurde mit dem Know-how einer hoch motivierten Handwerkerschaft, in deren Reihen sich neben Schlossern vieler Fachrichtungen auch noch Schweißer, Blechner, Kunstschmiede, Maler, Polsterer und Tischler befanden, von denen letztere noch Intarsienarbeiten ausführen konnten, andere Lösungswege gefunden. Die hohe Einsatzbereitschaft der Belegschaft wurde von der Geschäftsleitung mit damals unüblichen Sozialleistungen belohnt: etwa einer Kantine im bayerischen Gasthausstil, die täglich eine Mittagsmahlzeit für 1 DM anbot, sowie großzügigen Umkleide-, Wasch- und Duschräumen. Diese ersetzten das im Wasserbad erwärmte Mittagessen am Arbeitsplatz ebenso wie das dort in Blecheimern mit Schweißbrennern erhitzte Wasser für die tägliche Minimalwäsche.
Jährlich stattfindende Weihnachtsfeiern und Betriebsausflüge an Rhein und Mosel und zur Internationale Automobil-Ausstellung (IAA) in Frankfurt am Main festigten den Zusammenhalt der Werksangehörigen untereinander in einer unvergleichlichen Art und Weise, die noch bis in die Gegenwart reicht. So trafen sich noch im Januar 2006 ehemalige Betriebsangehörige des Orion-Werkes in einer Gaststätte in Eschwege, um Erinnerungen auszutauschen. 
Mit dem Omnibusanhänger WH 112-N3 und dem Schienenbus-Beiwagen VB 142 waren zwei Fahrzeugtypen entwickelt worden, die in großen Stückzahlen gefertigt auf deutschen Straßen und Gleisen bei der Deutschen Bundespost und der Deutschen Bundesbahn zum Einsatz kamen. Ihre Produktion entwickelte sich zum Rückgrat des Unternehmens und löste das Reparaturgeschäft ab.
Die gute Auftragslage ließ neben der weiterhin stattfindenden Fertigung der Omnibusanhänger und Schienenbusbeiwagen nunmehr auch andere Entwicklungen zu. Auf Fahrgestelle von Daimler-Benz und Büssing NAG, teilweise noch aus der Kriegszeit und davor, wurden im Orion-Werk selbst entwickelte Karosserien für die Deutsche Bundesbahn und die Deutsche Bundespost montiert.
Der Anfang der 1950er Jahre in Deutschland stark zunehmende Straßenverkehr und die sich daraus ergebenden Sicherheitsanforderungen an Kraftfahrzeuge führten zu Einschränkungen und schließlich zur Abschaffung von Anhängern zur Personenbeförderung. Auch der Bedarf an Beiwagen für den inzwischen legendären Schienenbus hatte seinen Höhepunkt überschritten. Diese Entwicklung veranlasste die Firma zur Einführung einer neuen Produktlinie.
Ab 1952 wurde von Pekol in Oldenburg eine Lizenz für einen Leichtbau-Omnibus mit Heckmotor, der ab 1953 als Typ WH 153 (kürzerer Radstand) und WH 154 (längerer Radstand) sowohl als Linienbus als auch als Reisebus produziert. Der Bus verfügte über eine selbsttragende Karosserie mit einem niedrigen Schwerpunkt sowie Einzelradaufhängung mit Schraubenfederung. Spätere Modelle hatten Luftfederung an der Vorder- und der Hinterachse. Dadurch wurde eine hohe Fahrsicherheit und ein hoher Fahrkomfort erreicht. Zusätzlich verfügte das Fahrzeug über eine hydraulisch betätigte Kupplung, eine hydraulisch betätigte Schaltung und eine hydraulische Lenkunterstützung, die wesentliche Erleichterungen für den Fahrzeugführer darstellten.
Aufgrund seiner vielen Ausstattungsmerkmale erhielt der WH 154 auf der IAA 1953 viel Aufmerksamkeit. Der Reisebus erreichte zudem einen für damalige Verhältnisse ungewöhnlichen Ausstattungskomfort. Dazu gehörten Dachrandverglasung, einstellbare Polstersessel, Lüftung und Heizung (auch für den Standbetrieb) und optional eine Bordtoilette. Der Preis des WH 154 betrug zwischen 49.400 DM und 52.900 DM. Landläufig wurde der Spitzname „Nobel-Hobel“ für den WH 154 geprägt.
Die Produkte aller in Deutschland dem Omnibusbau zuarbeitenden Firmen wie der Getriebefirma ZF Friedrichshafen, der Heizungsfirma Eberspächer oder des Motorenherstellers Klöckner-Humboldt-Deutz wurden auf ihre Verwendbarkeit im WH 154 und in den anderen Modellreihen geprüft. Lediglich Motoren von Daimler-Benz kamen nicht in Frage, da Daimler-Benz den Einbau ihrer Motoren an die Bedingung knüpfte, dass der Omnibus dann als Daimler-Benz-Produkt firmiert werden musste.
Bedingt durch Absatzprobleme bei den Omnibusanhängern wegen des bevorstehenden Verbots der Personenbeförderung in Anhängern bekam das ORION-Werk Eschwege-Werra wegen Unterfinanzierung Geldprobleme und ging 1956 in die Insolvenz.